# Brumbies

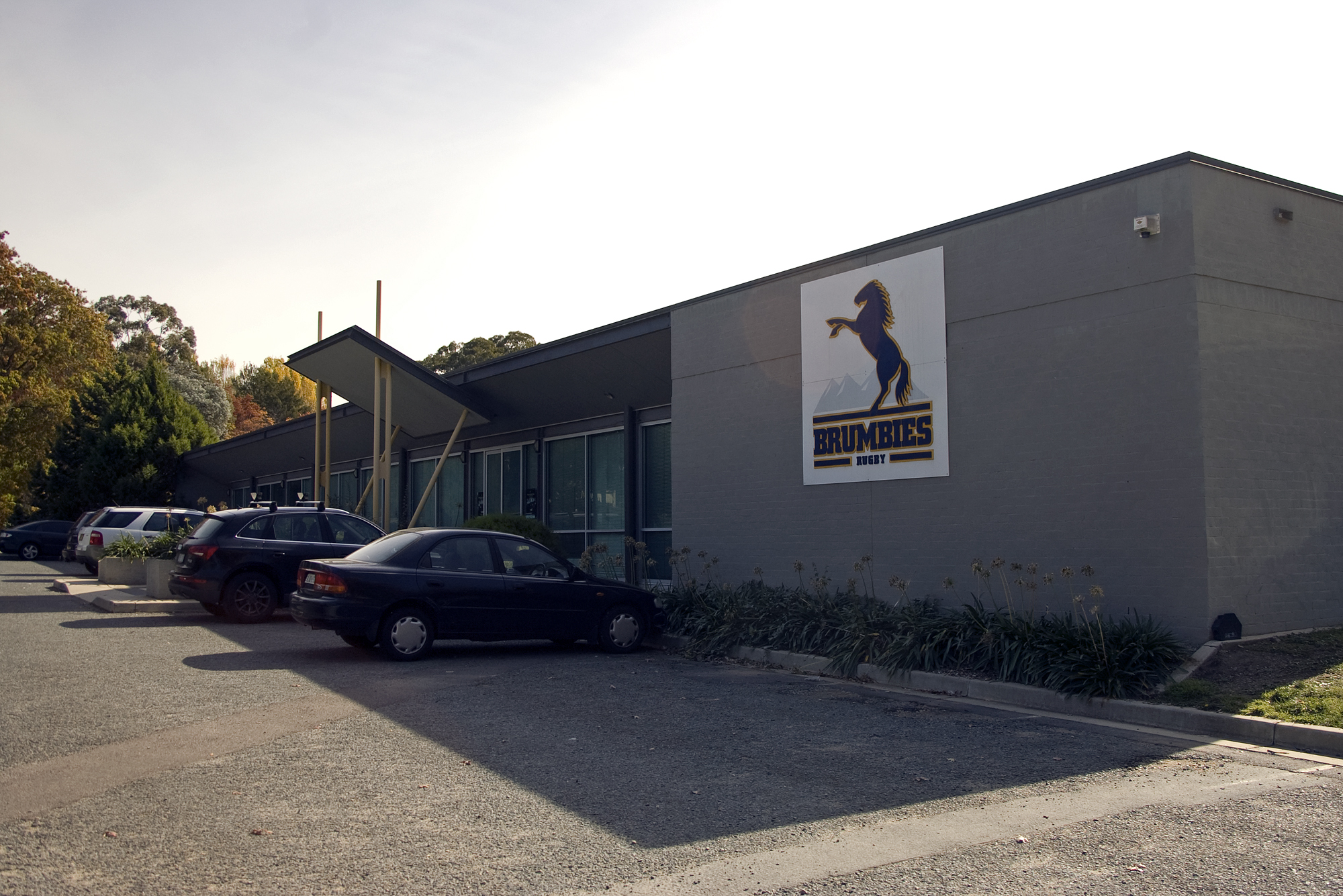
Sídlo klubu

Brumbies (také ACT Brumbies nebo University of Canberra Brumbies) je australský ragbyový klub, který sídlí v Canbeře. Byl založen v roce 1996 a je účastníkem mezinárodní ligy Super Rugby, v níž reprezentuje Teritorium hlavního města Austrálie. Ligu vyhrál dvakrát (2001 a 2004), čtyřikrát skončil na druhém místě (1997, 2000, 2002 a 2013). Své domácí zápasy hraje na stadionu Canberra Stadium. Symbolem klubu je brumby, zdivočelý kůň z australského vnitrozemí. Klubové barvy jsou námořnická modř, zlatá a bílá.